# Sitio de París (856-857)
El sitio de París por los vikingos que tuvo lugar en 856 y 857 fue el segundo sufrido por la futura capital de Francia a manos de este pueblo.

## Histórico
En 856, los Normandos del Loira tomaron y saquearon Orleans. Otros entraron en el Sena, saquearon los monasterios situados en las dos orillas y se fortificaron en Jeufosse para pasar allí el invierno. El 28 de diciembre llegan frente a París. La ciudad es tomada ya en el transcurso del mes de enero de 857.
Los anales de Saint-Bertin indican que los daneses invadieron Lutecia, quemaron la basílica de los Beatos Pedro y Santa Genoveva y todas las demás iglesias excepto la de San Esteban, San Vicente y San Germán y San Denís, que se redimieron del fuego con grandes sumas de dinero.
Esta segunda invasión, marcada por más ruinas que la de 845, inspiró amargas quejas de Pascasio Radbert, abad de Corbie: «¿Quién hubiera podido creer que piratas reunidos en diferentes naciones vendrían a humillar a un reino tan glorioso, tan poderoso, tan populoso?» «Qui eût jamais pu croire, que des pirates ramassés de différentes nations seraient venus humilier un royaume si glorieux, si puissant, si populeux?».
Tres siglos después, Étienne de Tournai dirigió una serie de cartas a Canuto VI de Dinamarca en las que pedía reparación por los crímenes de guerra y los daños causados a la Abadía de Santa Genoveva.